# 小行星8832
小行星8832（8832 Altenrath）是一颗绕太阳运转的小行星，为主小行星带小行星。该小行星于1989年3月2日发现。

## 轨道参数
小行星8832的轨道半长轴为2.5732113 UA，离心率为0.123。